# سن-ایرنه، کبک
سَن-ایرِنِه (به فرانسوی: Saint-Irénée) قصبه‌ای در منطقه شهری شارلووا-است ناحیه کاپیتل-ناسیونال در استان کبک کانادا است. در سرشماری سال ۲۰۱۱ این قصبه ۶۸۵ نفر جمعیت داشته‌است و مساحت آن ۶۰٫۲۹ کیلومتر مربع است.